# Kat Graham
Katerina Alexandre Hartford Graham, meglio nota come Kat Graham (Ginevra, 5 settembre 1989), è un'attrice, cantante e ballerina statunitense, maggiormente conosciuta per aver interpretato il ruolo di Bonnie Bennett nella serie televisiva The Vampire Diaries.

## Biografia
Graham è nata a Ginevra, in Svizzera, ed è cresciuta a Los Angeles. Suo padre, Joseph, è liberiano e ha lavorato nel mondo della musica, che ha poi abbandonato per lavorare come giornalista alle Nazioni Unite in Svizzera. Sua madre, Natasha, è ebrea, di origini russe e polacche. I suoi genitori hanno divorziato quando aveva cinque anni. Ha un fratellastro, Yakov, nato a Tel Aviv. Ha frequentato una scuola ebraica e parla inglese, spagnolo e francese, oltre a un po' di portoghese e ebraico. Trascorre gli anni del liceo studiando in casa.
Comincia a lavorare nel mondo della musica a 13 anni, senza avere un produttore, né alcune conoscenza di mixaggio. Prima ancora di ottenere il diploma di scuola superiore, si iscrive al Musicians Institute, dove si laurea in ingegneria acustica. Lavora poi come DJ al Boys and Girls Club di Santa Monica.
A ottobre 2012, l'attrice si è fidanzata con il collega Cottrell Guidry ma la loro relazione si è interrotta nel dicembre 2014. Nel 2017 ha iniziato la frequentazione del direttore fotografico Genet Darren.

## Carriera

### Pubblicità e lavoro come ballerina

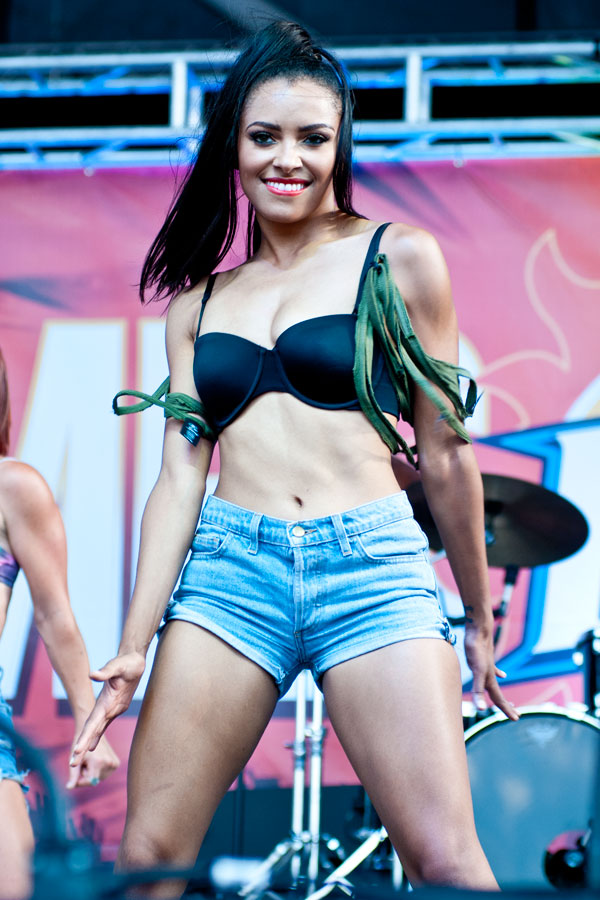
Graham si esibisce a Bridgeview nel 2012

Graham comincia a recitare a 6 anni, comparendo, negli otto anni successivi, in varie pubblicità. A 17 anni, Graham partecipa alla campagna promozionale nazionale della Fanta, apparendo come membro dei "Fantanas", Capri o Strawberry.
A 15 anni, attira l'attenzione della coreografa Fatima Robinson, che le chiede di esibirsi ai BET Awards come background dancer per Bow Wow. Graham lavora poi come background dancer per Missy Elliott, Pharrell, Jamie Foxx, e per i coreografi Hi-Hat e Michael Rooney. Appare nei videoclip di Lonely di Akon, Dip It Low di Christina Milian, Somebody to Love (remix) di Justin Bieber, What If di 112, Used to Love U di John Legend, Why I Love You di B2K, B.U.D.D.Y. di Musiq Soulchild e Just a Dream di Nelly.

### Attrice

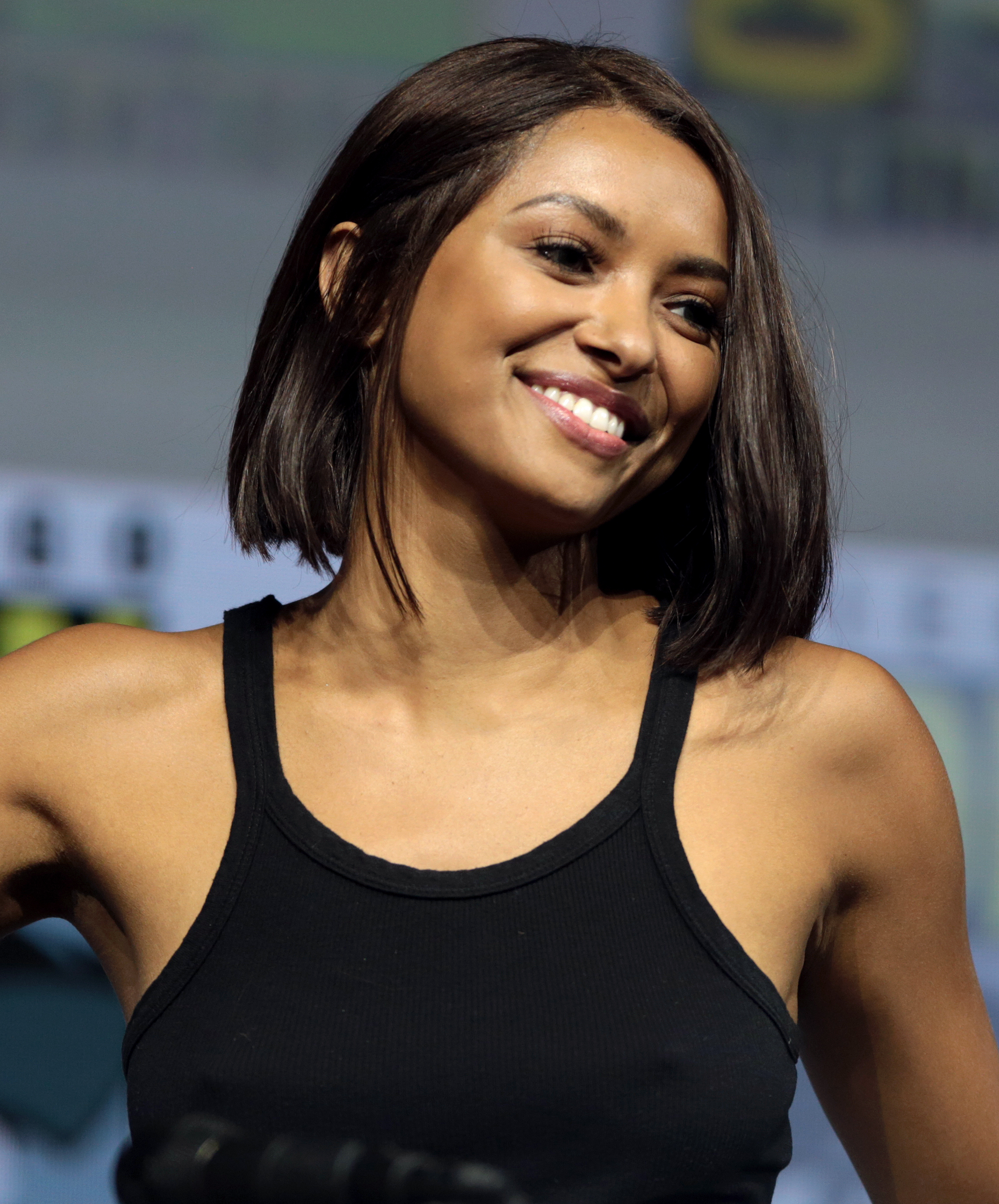
Graham nel 2018 al San Diego Comic-Con International

Fa il suo debutto cinematografico a 8 anni con il film Genitori in trappola. Successivamente, Graham recita in alcune serie televisive: CSI - Scena del crimine, The O.C., Malcolm, Joan of Arcadia, Squadra Med - Il coraggio delle donne, Like Family, Grounded For Life, Greek - La confraternita e Lizzie McGuire. Sostituisce Christina Milian come ospite della serie di Disney Channel Movie Surfers. Ottiene un cameo in Hannah Montana, dove recita nei panni di Allison, la ragazza di Jackson, fino al ruolo principale di Bonnie Bennett nella serie televisiva The Vampire Diaries, basata sui romanzi Il diario del vampiro di Lisa Jane Smith.
Graham compare anche in diversi film, inclusi 17 Again - Ritorno al liceo con Zac Efron, Il nostro primo Natale e Dance Fu. Ottiene il ruolo da protagonista in Honey 2, sequel di Honey, con Jessica Alba. Nel 2011, ha un cameo in The Roommate - Il terrore ti dorme accanto.
Nel 2016 ottiene la parte di Jada Pinkett Smith nel film All Eyez On Me che racconta la vita del famoso rapper Tupac Shakur.
Sempre nel 2016, Kat recita accanto a King Bach nella commedia indie Where's the money, diretta da Zabielski.

### Cantante

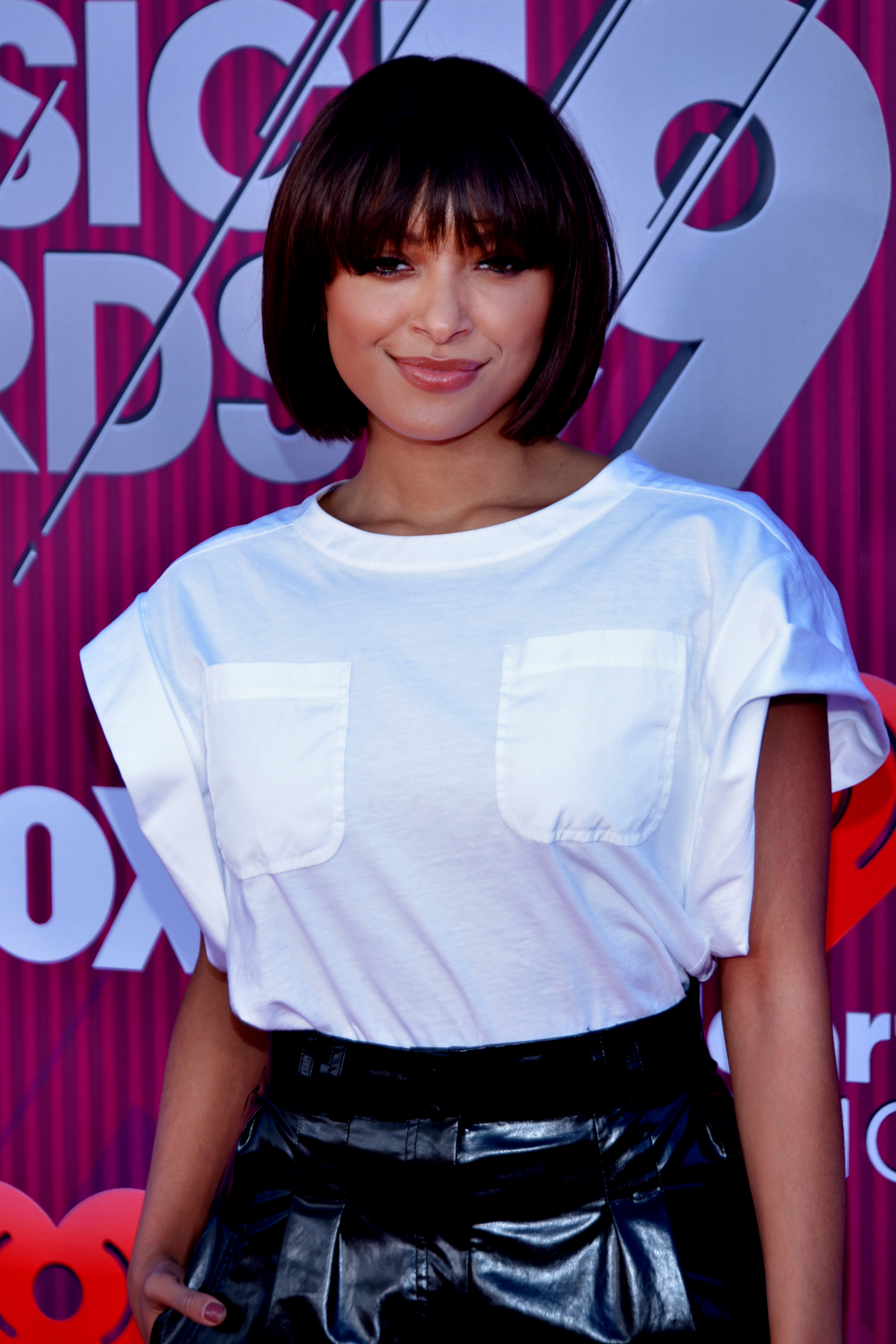
Graham agli iHeartRadio Music Awards 2019

Oltre alle professioni di attrice e ballerina, Graham persegue anche quella di artista musicale. Una delle prime canzoni che ha scritto, intitolata Derailed, fu inserita nell'omonimo film con Jean-Claude Van Damme. Nel 2008, Graham completa un tour mondiale con The Black Eyed Peas; appare nelle canzoni I Got It From My Mama con will.i.am e The Donque Song con Snoop Dogg, entrambe incluse nell'album di will.i.am Songs About Girls.
Nel 2010, Graham pubblica il singolo Sassy. Successivamente, realizza numerose cover, tra cui Cold Hearted di Paula Abdul. Graham canta una cover di Only Happy When It Rains dei Garbage per la colonna sonora dell'episodio 2x10 di The Vampire Diaries.
Il 2 febbraio 2012, firma un contratto con A&M Octone Records, sotto la cui etichetta distribuisce il singolo Put Your Graffiti on Me a marzo.
Il 2015 segna una svolta decisiva per la carriera della cantante che vede la pubblicazione del suo primo album di inediti, intitolato Roxbury Drive. Anticipato dai singoli 1991 e Secrets, l'album viene pubblicato il 25 settembre 2015.
Nel 2016 annuncia l'uscita di un nuovo album creato in stretta collaborazione con il suo mentore Babyface e Prince. Il 28 ottobre 2016 viene rilasciato il primo singolo, All Your Love. Il secondo, Sometimes, esce invece il 31 Marzo 2017. In un'intervista Kat rivela che il nuovo album si chiamerà Love Music Funk Magic. L'album viene pubblicato ufficialmente il 2 giugno 2017.

#### Influenze
Graham cita Gwen Stefani, M.I.A., Madonna e Grace Jones come principali influenze sulla sua musica, seguite da Lady Gaga, Radiohead, N.A.S.A., Craig David, N.E.R.D e Sliimy. Cita inoltre Missy Elliott e Prince come ascendenti sul proprio lavoro e sulla propria estetica, descrivendo il loro sound come "vintage degli anni novanta, ma con un tocco moderno".

## Filmografia

### Attrice

#### Cinema
- Genitori in trappola (The Parent Trap), regia di Nancy Meyers (1998)
- Arrivano i Johnson (Johnson Family Vacation), regia di Christopher Erskin (2004)
- Forbidden Fruits, regia di Marc Cayce (2006)
- 17 Again - Ritorno al liceo (17 Again), regia di Burr Steers (2009)
- Dance Fu, regia di Cedric the Entertainer (2011)
- The Roommate - Il terrore ti dorme accanto (The Roommate), regia di Christian E. Christiansen (2011)
- Honey 2 - Lotta ad ogni passo (Honey 2), regia di Bille Woodruff (2011)
- Addicted - Desiderio irresistibile (Addicted), regia di Bille Woodruff (2014)
- All Eyez on Me, regia di Benny Boom (2017)
- Where's the Money, regia di Scott Zabielski (2017)
- La fine (How It Ends), regia di David M. Rosenthal (2018)
- Decoy, regia di Allan Ungar (2018)
- Il calendario di Natale (The Holiday Calendar), regia di Bradley Walsh (2018)
- La rosa velenosa (The Poison Rose), regia di George Gallo (2019)
- Acque buie (Cut Throat City), regia di RZA (2020)
- Emperor, regia di Mark Amin (2020)
- Christmas Drop: operazione regali (Operation Christmas Drop), regia di Martin Wood (2020)
- Love in the Villa - Innamorarsi a Verona (Love in the Villa), regia di Mark Steven Johnson (2022)
- Ondata calda (Heatwave), regia di Ernie Barbarash (2022)
- Collide - Destini incrociati (Collide), regia di Mukunda Michael Dewil (2022)
- La duplicità (Duplicity), regia di Tyler Perry (2025)
- Michael, regia di Antoine Fuqua (2026)

#### Televisione
- Lizzie McGuire – serie TV, episodio 2x13 (2002)
- Squadra Med - Il coraggio delle donne (Strong Medicine) – serie TV, episodio 3x21 (2003)
- Malcolm (Malcolm in the Middle) – serie TV, episodio 5x02 (2003)
- Joan of Arcadia – serie TV, episodio 1x17 (2004)
- Like Family – serie TV, episodio 1x18 (2004)
- I Finnerty (Grounded for Life) – serie TV, episodio 5x06 (2004)
- The O.C. – serie TV, episodio 3x18 (2006)
- CSI - Scena del crimine (CSI: Crime Scene Investigation) – serie TV, episodio 6x20 (2006)
- Hell on Earth, regia di Dennie Gordon – film TV (2007)
- Greek - La confraternita (Greek) – serie TV, episodio 1x03 (2007)
- Il nostro primo Natale (Our First Christmas), regia di Armand Mastroianni – film TV (2008)
- Hannah Montana – serie TV, episodi 3x04-3x16-3x24 (2008-2009)
- The Vampire Diaries – serie TV, 171 episodi (2009-2017) - Bonnie Bennett
- Stalker – serie TV, episodio 1x20 (2015)
- Drop the Mic – serie TV, episodio 3x03 (2019)
- Imprevisto d'amore (Fashionably Yours), regia di Nimisha Mukerji – film TV (2020)

#### Cortometraggi
- Muse, regia di Darren Genet (2015)
- Compassion Can't Wait, regia di Jon Macht (2018)

### Doppiatrice
- Rise of the Teenage Mutant Ninja Turtles - Il destino delle Tartarughe Ninja (Rise of the Teenage Mutant Ninja Turtles) – serie animata (2018)

## Riconoscimenti
- Do Something Awards
  - 2012 – Candidatura TV Star

- Teen Choice Awards
  - 2010 – Candidatura alla miglior scene stealer televisivo femminile per The Vampire Diaries
  - 2011 – Miglior scene stealer televisivo femminile per The Vampire Diaries
  - 2012 –  Candidatura alla miglior attrice televisiva fantasy/sci-fi per The Vampire Diaries[31]
  - 2013 – Candidatura alla miglior attrice televisiva fantasy/sci-fi per The Vampire Diaries
  - 2014 – Candidatura alla miglior attrice televisiva fantasy/sci-fi per The Vampire Diaries
  - 2015 – Candidatura alla miglior ruba-scena in una serie TV per The Vampire Diaries
  - 2015 – Candidatura alla miglior intesa in una serie TV (con Ian Somerhalder) per The Vampire Diaries
  - 2016 – Candidatura alla miglior attrice televisiva fantasy/sci-fi per The Vampire Diaries
  - 2016 – Candidatura alla miglior intesa in una serie TV (con Ian Somerhalder) per The Vampire Diaries
  - 2017 –  Miglior attrice televisiva fantasy/sci-fi per The Vampire Diaries

## Doppiatrici italiane
Nelle versioni in italiano delle opere in cui ha recitato, Katerina Graham è doppiata da:
- Francesca Manicone in The Vampire Diaries, Honey 2, Acque buie, Il nostro primo Natale, Love in the Villa - Innamorarsi a Verona
- Perla Liberatori in Imprevisto d'amore, Collide - Destini incrociati
- Elena Perino in The Roommate - Il terrore ti dorme accanto
- Francesca Fiorentini in Christmas Drop: operazione regali
- Emanuela Damasio in Addicted - Desiderio irresistibile
- Irene Di Valmo in CSI - Scena del crimine
- Federica De Bortoli in Hannah Montana
- Benedetta Degli Innocenti in Stalker
- Elisa Angeli in Il calendario di Natale
- Elena Fiorenza ne La rosa velenosa
- Gaia Bolognesi in All Eyez on Me
- Ilaria Silvestri in Ondata calda
- Valentina Favazza in La duplicità
- Ludovica Bebi in La fine
- Maia Orienti in The O.C.

## Discografia

### Album in studio
- Roxbury Drive (2015)
- Love Music Funk Magic (2017)

### Singoli

#### Da artista principale
- Down Like That (2008)
- Boom Kat (2008)
- Boyfriend's Back (2008)
- Star Now (2009)
- Cold Hearted Snake (sulla base di "Cold Hearted" di Paula Abdul) (2010)
- Only Happy When It Rains (cover dei Garbage) (2010)
- Sassy (2010)
- Love Will Never Do Without An Escapade (Janet Mashup) (mashup musica di Janet Jackson "Escapade" e "Love You Never Do (Without You)") (2011)
- I Want It All (2011)
- Mr. Vain (2011)
- Sure Thing (Remix), feat. Miguel (2011)
- Take Me Away (2011)
- Put Your Graffiti On Me (2012)
- Dog Day Afternoon, feat. Ras Kass & Doc Hollywood e Dirt Nasty (2012)
- Supa Dope (2012)
- Heartkiller (2012)
- Wanna Say (2012)
- Power (2013)
- 1991 (2015)
- Secrets (feat. Babyface) (2015)
- All Your Love (2017)
- Sometimes (2017)

#### Da ospite
- I Got It from My Mama (will.i.am feat. Kat Graham) (2007)
- The Donque Song (Snoop Dogg & will.i.am feat. Kath Graham) (2007)
- One More Chance (will.i.am feat. Kat Graham) (2007)

### EP
- 2011 - "The Remixes - EP"
- 2012 - "Against the Wall - EP"
- 2012 - "Wanna Say (Remixes) - EP"

### Partecipazioni a video musicali
- 2002: B2K - Why I love You
- 2005: Akon – Lonely
- 2007: Musiq Soulchild - Buddy
- 2008: will.i.am - One More Chance
- 2009: John Legend - Used To Love You
- 2009: 112 - What If
- 2010: Justin Bieber – Somebody to Love
- 2010: Nelly – Just a Dream
- 2011: Diddy-Dirty Money feat. Usher – Looking for Love
- 2011: Kevin Hammond – Broken Down
- 2014: Demi Lovato - Really Don't Care

## Tour
- The Fantanas - Coca-Cola Fanta Campagna (2004-2006)
- The Black Eyed Peas - Black Blue and You Tour (2007)
- The Vampire Diaries Tour - Q&A With The Cast (2010)